# Desbordamiento de la guerra de Gaza en Siria
El desbordamiento de la guerra de Gaza en Siria se ve reflejado con los enfrentamientos armados en Siria, causados como respuesta a la guerra de Gaza, constituyendo una parte de la actual crisis en Oriente Medio. El conflicto, originado en Gaza, ha desencadenado tensiones y violencia en la región, involucrando a Siria a través de enfrentamientos directos e indirectos entre las fuerzas de defensa israelíes, actores estatales sirios y grupos paramilitares que operan en territorio sirio.

## Trasfondo
La guerra de Gaza dio inicio cuando Hamás y otras milicias lanzaron un ataque sorpresa en contra de Israel el 7 de octubre de 2023. El ataque consistió en bombardeos y una invasión desde Gaza, atacando comunidades civiles y bases militares israelíes. Durante este ataque murieron 1 195 personas, incluidas 815 civiles. Además, otras 251 fueron raptadas, con el objetivo declarado de obligar a Israel a liberar detenidos palestinos. Hamás aseguró que su ataque fue una respuesta a la continua ocupación israelí, el bloqueo de Gaza, la expansión de asentamientos, el desprecio por el derecho internacional, así como las supuestas amenazas a la mezquita Al-Aqsa y, en un todo, la difícil situación general de los palestinos.
Tras el ataque, Israel lanzó los bombardeos más destructivas de la historia contemporánea, invadiendo Gaza el 27 de octubre de 2023 con el fin de destruir a Hamás y liberar a los rehenes. La guerra ha causado una devastación masiva: más de 40 000 palestinos habían muerto hasta febrero de 2024. El conflicto ha tenido repercusiones en la región, como ataques de grupos simpatizantes con Hamás en contra de bases y embarcaciones estadounidenses, o la invasión israelí del Líbano en 2024.
El conflicto se ha desbordado también en Siria, sumándose a su actual guerra civil y otros conflictos subsidiarios.

## Ataques aéreos israelíes en Siria
En el primer año del conflicto, se le habían atribuido a Israel más 220 ataques contra Siria, con un saldo de 296 víctimas.  El 10 de octubre de 2023, fuerzas israelíes y sirias intercambiaron ataques con artillería.
Tras el inicio de la guerra de Gaza, el Frente para la Liberación del Golán desplegó a 700 combatientes en Qunaitrah, Rif Dimashque y Daraa, a lo largo de los Altos del Golán.
Entre 12 y el 22 de octubre de 2023, Israel efectuó por lo menos tres ataques contra aeropuertos sirios, incluyendo al Aeropuerto Internacional de Damasco y al Aeropuerto Internacional de Alepo, previo a la visita de Hossein Amir-Abdollahian, ministro de Relaciones Exteriores iraní. Dos trabajadores meteorológicos murieron en los ataques.
El 24 de octubre, ataques aéreos en Daraa provocaron la muerte de ocho soldados sirios. Las FDI reconocieron la autoría de los ataques aéreos, afirmando que fueron en respuesta a un ataque sirio contra el norte de Israel.
Desde 2024, Israel ha seguido atacando ciudades sirias como incluidos Damasco y Alepo. El 20 de enero de 2024, el Gral. Brig. Sadegh Omidzadeh, junto con otros cuatro oficiales de la Guardia Revolucionaria, murieron por un ataque aéreo israelí. Según el Observatorio Sirio para los Derechos Humanos, otro ataque israelí tuvo como objetivo un edificio en Mezzeh. El ataque provocó la muerte de trece personas, incluidos cinco iraníes. El edificio, donde líderes alineados con Irán estaban teniendo una reunión, fue totalmente destruido.

### Bombardeo israelí en contra de la embajada iraní en Siria
El 1 de abril de 2024, el Gral. Brig. Mohammad Reza Zahedi, comandante de la Fuerza Quds, fue asesinado por un ataque aéreo israelí que tenía como objetivo el consulado adyacente a la embajada iraní en Damasco.   Entre cinco y siete personas murieron en el ataque aéreo, según el embajador iraní, Hossein Akbari. El ataque causó una "destrucción masiva" en la zona. Zahedi se volvió en el oficial iraní de mayor rango en ser asesinado, por detrás de Qasem Soleimani.
El 13 de julio de 2024, un soldado murió y otras tres personas resultaron heridas en ataques israelíes contra Damasco. El 27 de septiembre de 2024, tropas israelíes asesinaron a cinco soldados sirios en la frontera entre Siria y Líbano. El 30 de septiembre, múltiples civiles, incluido un presentador de televisión, fueron asesinados por otro ataque aéreo sobre Damasco. El 4 de octubre, dos soldados israelíes murieron y otros 24 resultaron heridos en un ataque con drones en los Altos del Golán, ejecutado por la Resistencia Islámica en Irak. No obstante, el grupo negó la autoría del ataque. El 8 de octubre, otro ataque aéreo israelí sobre Damasco asesinó a 13 personas. El 14 de octubre, dos tanques israelíes cruzaron la frontera siria rumbo a Quneitra.  El 20 de octubre, un ataque con misiles guiados asesinó a dos personas cerca del hotel Golden Mazzeh en Damasco.  El 31 de octubre, SANA informó que los ataques israelíes alcanzaron varios edificios residenciales en Al-Qusayr, dañando su zona industrial y matando a 10 personas, incluidos civiles. Galei Tzahl aseguró que los ataques tuvieron como objetivo elementos de la Yihad Islámica Palestina. La YIP confirmó la muerte de dos de sus comandantes y otros combatientes. Las FDI afirmaron que atacaron centros de comando y depósitos de armas de Hezbolá. El 14 de noviembre, los ataques israelíes sobre Damasco mataron a otras 15 personas.
El 20 de noviembre de 2024, medios sirios informaron que los ataques aéreos israelíes tuvieron como objetivo las cercanías de Palmira, Homs. Según SANA, los ataques alcanzaron "edificios residenciales y la zona industrial". El Observatorio Sirio para los Derechos Humanos afirmó que los ataques mataron a cuatro ciudadanos no sirios, identificados como milicianos respaldados por Irán.

## Ataques a bases estadounidenses

Mapa de ataques a bases estadounidenses en Irak, Jordania y Siria.

### Guarnición de Al-Tanf
El 18 de octubre de 2023, un ataque con drones iraní Al-Tanf hirió a más de 20 personas. El 1 de noviembre se produjo una huelga en la base.

### Campo Al-Omar
El 4 de febrero de 2024, un dron atacó el campo de entrenamiento estadounidense de Al-Omar, ubicado en Deir ez-Zor, al este de Siria. Aunque no se reportaron bajas estadounidenses, al menos siete soldados kurdos murieron y otros 18 resultaron heridos. La Resistencia Islámica en Irak asumió la responsabilidad del ataque. Las FADR condenaron el ataque, amenazando con una posible represalia.

### Otros ataques en Siria
La Resistencia Islámica de Irak se ha reivindicado múltiples ataques contra bases estadounidenses al este de Siria, especialmente contra al-Omar y al-Shaddadi en octubre de 2023, Tal Baidar en noviembre de 2023, y Hemo en enero de 2024. Tras este último, Estados Unidos se retiró de la base, reubicando a 350 soldados en Tal Baidar.  
El 21 de abril de 2024 se dispararon cinco cohetes desde Zummar hacia la base de Kharab al-Jir. No se reportaron bajas. El Observatorio Sirio para los Derechos Humanos atribuyó el ataque a la Resistencia Islámica en Irak. Las autoridades iraquíes iniciaron una búsqueda en la provincia de Nínive, localizando y quemando el vehículo utilizado en el ataque.
El 9 de agosto de 2024, un dron atacó la base de Rumalyn, al este de Siria, hiriendo a ocho soldados estadounidenses. El 13 de agosto de 2024, seis cohetes dirigidos contra una base aérea en Deir ez-Zor cayeron cerca de las instalaciones. La coalición liderada por Estados Unidos respondió con ataques de artillería.

## Ataques iraníes contra Israel
El 1 de octubre de 2024, Irán lanzó alrededor de 200 misiles balísticos  contra Israel, en al menos dos oleadas, en uno de los mayores ataques del actual conflicto entre Irán e Israel. El nombre en clave iraní para el ataque fue Operación Verdadera Promesa 2. Fue el segundo ataque directo iraní contra Israel tras la operación Verdadera Promesa 1.
Irán afirmó que el ataque fue en "autodefensa"  tras los asesinatos del líder de Hamás, Ismail Haniyeh, el líder  Hezbolá ,Hassan Nasrallah, y del general de los CGRI, Abbas Nilforoushan. Los ataques, pese a que fueron capaces de saturar las defensas aéreas israelís, no causaron mayores daños. Israel afirmó que había interceptado la mayoría de los misiles,  en conjunto con la Armada de los Estados Unidos y Jordania. Las únicas dos víctimas de los ataques fueron un civil palestino muerto directamente por los restos de un misil y un israelí muerto indirectamente. Cuatro palestinos, dos israelíes y dos jordanos sufrieron heridas leves.
La base aérea de Nevatim, en Néguev, fue alcanzada por entre 20 y 32 misiles, que dañaron un hangar y una pista de rodaje. Otros misiles impactaron en la base aérea de Tel Nof, una escuela cerca de Gedera y alrededor de la sede del Mossad y la Unidad 8200, dañando viviendas y un restaurante.  Los analistas sugirieron que Israel habría permitido los impactos en Nevatim    ya que "el coste de reparar un hangar o una pista dañados es mucho menor que el coste de utilizar un interceptor Arrow".

## Incursiones terrestres en Siria
Las fuerzas israelíes llevaron a cabo una operación terrestre en Siria, capturando a Ali Soleiman al-Assi, un ciudadano sirio presuntamente involucrado en operaciones iraníes dirigidas contra la ocupación isarelí  Según Israel, al-Assi había estado bajo vigilancia durante meses. La operación, que tuvo lugar en el sur de Siria, cerca de Saida, fue anunciada el 3 de noviembre de 2024, aunque el momento exacto de la incursión aún no está claro. Israel publicó imágenes de la detención del individuo, que desde entonces fue llevado a Israel para ser interrogado.
Las incursiones también se extendieron al Líbano. Según se informa, fuerzas navales capturaron a un alto funcionario de Hezbolá en una redada en una ciudad al norte del Líbano. El primer ministro israelí, Benjamin Netanyahu, afirmó que estas operaciones tienen como objetivo frenar el suministro de armas iraníes hacia Hezbolá.

### Violaciones de la zona desmilitarizada
Las Naciones Unidas han informado que Israel ha violado reiteradamente el acuerdo de alto el fuego de 1974 entre Israel y Siria. Las imágenes satelitales, analizadas por Associated Press, y las observaciones de campo indican que se han construido trincheras, bermas y carreteras a lo largo de la zona desmilitarizada. La FNUOS reportó múltiples incursiones israelíes en la Zona de Separación.
Israel ha afirmado que estas construcciones tienen como fin evitar la infiltración de milicianos. No obstante, el Gobierno sirio ha protestado enérgicamente, afirmando que las construcciones exacerban las tensiones fronterizas. La ONU ha expresado en repetidas ocasiones su preocupación por estas violaciones ante las autoridades israelíes.
Las autoridades israelíes también han enfatizado su preparación operativa a lo largo de sus "siete frentes activos", con el subjefe del Estado Mayor israelí, Amir Baram, inspeccionando personalmente las líneas defensivas en noviembre de 2024. Baram visitó la 210.ª División, que supervisa el frente del Golán, destaacndo la creación de una "zona defensiva dinámica y avanzada" para contrarrestar la amenaza de Hezbolá y otros grupos paramilitares 

## Respuesta del Gobierno sirio

### Durante el régimen baazista
Pese a los múltiples ataques y operaciones contra activos iraníes y miembros de Hezbolá en territorio sirio, el gobierno del presidente Bashar al-Ásad evitó involucrarse directamente en el conflicto. Por otra parte, el embajador israelí ante la ONU, Gilad Erdan, ha acusado a Siria de violaciones reiteradas del acuerdo de alto al fuego. En una queja formal al Secretario General de la ONU, Erdan afirmó que tales acciones "sólo aumentan las tensiones en una región ya volátil". 

## Impacto en las ofensivas rebeldes de 2024
Hezbolá, que había sido un aliado clave del gobierno sirio durante la guerra civil, fue gravemente debilitado en su guerra con Israel. La muerte de Hassan Nasrallah y otros comandantes, sumada al redespliegue de los combatientes de Hezbolá en Siria de regreso al Líbano, dejó un gran brecha en el poder. Los analistas atribuyeron que la importante presión ejercida sobre Irán, aliado sirio, fue uno de los factores significativo de las derrotas militares, aceleradas por los ataques israelíes.

## Invasión israelí de Siria
Durante la caída de Damasco, el 8 de diciembre de 2024, lasfuerzas israelíes iniciaron operaciones militares en Quneitra, Siria. Unidades blindadas irrumpieron en la zona desmilitarizada, atacando Quneitra con fuego de artillería.